# Donatas Vencevičius
Donatas Vencevičius (ur. 28 listopada 1973 w Olicie) – litewski piłkarz, obecnie trener.

## Życiorys
33-krotny reprezentant Litwy rozpoczął karierę w roku 1991 w stołecznym Žalgirisie. W pierwszym sezonie nie zagrał ani meczu, natomiast Žalgiris zdobył mistrzostwo Litwy i krajowy puchar.
Pomocnik zadebiutował w Žalgirisie w sezonie 1991/92, zaliczając 13 meczów i zdobywając po raz kolejny litewski czempionat.
Występował w tym klubie do 1997, biorąc udział w 121 meczach, strzelając 31 bramek oraz zdobywając dwa mistrzostwa i trzy krajowe puchary. Latem roku 1997 odszedł do Polonii Warszawa, gdzie spędził półtora roku, zagrał 32 meczów i strzelił dwie bramki, a wiosną sezonu 1998/1999 został wypożyczony do II-ligowego wówczas Górnika Łęczna. Do Polonii wrócił tylko na jesień następnego sezonu, aby zagrać jeden mecz – i tak jednak zalicza się mu mistrzostwo wywalczone przez Polonię w tymże sezonie. Wiosnę sezonu 1999/2000 spędził w Danii, broniąc barw FC København. Wysiłek w postaci 44 zagranych meczów i 2 strzelonych goli przyniósł efekt wiosną roku 2001 – kopenhaski zespół wywalczył tytuł najlepszej drużyny sezonu. Jesień sezonu 2001/2002 wyglądała identycznie, jak w Warszawie – Litwin zagrał jeden mecz, a zimą wyniósł się do norweskiego IK Start. Grał tam przez rok i rozegrał dwadzieścia cztery mecze i zdobył jedną bramkę, po czym wrócił do ojczyzny – konkretniej do wileńskiej Sviesy, która nosi obecnie nazwę FC Wilno. W Sviesie przez pół roku rozegrał siedemnaście meczów i strzeliwszy 3 gole wyemigrował w bardziej egzotycznym kierunku – na Maltę, gdzie podpisał kontrakt z Marsaxlokk FC. Podobnie jak w rodzinnym Wilnie, wytrzymał tam pół roku i znowu osiadł w Sviesie, jednak już pod nazwą FC Wilno.
Jego następnym klubem była znowu drużyna ze Skandynawii – pod swoje skrzydła przyjęło go GIF Sundsvall. Tam też nie zagrzał miejsca, więc dołączył do trzeciego w karierze klubu ze stolicy Litwy – tym razem była to Vetra, w której zakończył karierę piłkarską i rozpoczął szkoleniową.
W kwietniu 2009 miał zostać pierwszym trenerem Stomilu Olsztyn, jednak nie porozumiał się z działaczami. Następnie w 2010 roku podpisał umowę z Sūduva Mariampol. Od 21 maja 2011 do 27 kwietnia 2014 roku był trenerem drużyny Wigry Suwałki.
| Lata        | Klub             | Kraj           | Flaga    | Mecze | Bramki |
| ----------- | ---------------- | -------------- | -------- | ----- | ------ |
| 1991        | Žalgiris Wilno   | A lyga         | Litwa    | 0     | 0      |
| 1991/92     | Žalgiris Wilno   | A lyga         | Litwa    | 13    | 0      |
| 1992/93     | Žalgiris Wilno   | A lyga         | Litwa    | 17    | 5      |
| 1993/94     | Žalgiris Wilno   | A lyga         | Litwa    | 22    | 7      |
| 1994/95     | Žalgiris Wilno   | A lyga         | Litwa    | 21    | 6      |
| 1995/96     | Žalgiris Wilno   | A lyga         | Litwa    | 26    | 10     |
| 1996/97     | Žalgiris Wilno   | A lyga         | Litwa    | 22    | 3      |
| 1997/98     | Polonia Warszawa | Ekstraklasa    | Polska   | 26    | 1      |
| 1998/99 (j) | Polonia Warszawa | Ekstraklasa    | Polska   | 6     | 1      |
| 1998/99 (w) | Górnik Łęczna    | II liga        | Polska   |       |        |
| 1999/00 (j) | Polonia Warszawa | Ekstraklasa    | Polska   | 1     | 0      |
| 1999/00 (w) | FC København     | Superligaen    | Dania    | 19    | 2      |
| 2000/01     | FC København     | Superligaen    | Dania    | 25    | 0      |
| 2001/02 (j) | FC København     | Superligaen    | Dania    | 1     | 0      |
| 2002        | Start            | Tippeligaen    | Norwegia | 24    | 1      |
| 2003        | Sviesa Wilno     | A lyga         | Litwa    | 17    | 3      |
| 2003/04     | Marsaxlokk FC    | Premier League | Malta    | 24    | 0      |
| 2004 (j)    | FC Vilnius       | A lyga         | Litwa    | 10    | 2      |
| 2005        | GIF Sundsvall    | Allsvenskan    | Szwecja  | 13    | 0      |
| 2005        | Vetra Wilno      | A lyga         | Litwa    | 17    | 0      |